# تحويل تآلفي
في الهندسة الرياضية، التحويل التآلفي بين فضائين شعاعيين (أو بشكل دقيق فضائين تآلفيين) يتكون من تحويل خطي يتبع بعملية نقل:
{\displaystyle x\mapsto Ax+b}
(أصل كلمة تآلف هي من اللغة اللاتينية affīnis وتعني "المتصل").
في البعد التآلفي، كل تحويل تآلفي يعطى بالمصفوفة A والمتجهة b .
بالمعنى الفيزيائي، التحويل التآلفي هو التحويل الذي يحافظ على:
1. العلاقة الخطية بين النقاط، أي أن أي ثلاث نقاط واقعة على مستقيم واحد تبقى واقعة على مستقيم بعد التحويل
2. النسب على طول المستقيم، أي من أجل ثلاث نقاط {\displaystyle p_{1}}, {\displaystyle p_{2}}, {\displaystyle p_{3}} تقع على مستقيم، فإن النسبة {\displaystyle |p_{2}-p_{1}|/|p_{3}-p_{2}|} تكون محققة قبل وبعد التحويل.

## تقابل افيني في الهندسة الوصفية
التقابل الافيني في الهندسة الوصفية هو نوع من التناظر بين شكلين مستويين ج ج'، حيث لكل نقطة من مستوى ج يقابلها نقطة واحدة من مستوى ج', وكل خط يقابه خط. النقاط المتقابلة تصطف بالتوالي على خطوط تلتلقي في نقطة لانهائية. التي تسمى مركز التقابل. والخطوط المتقابلة تلتقي على خط يسمى محور التقابل. الذي عندما يكون لانهائي، فأن التقابل الافيني في هذه الحالة يكون انزلاق. وبالتالي فالخطوط المتقابلة تكون متوازية فيما بينها.

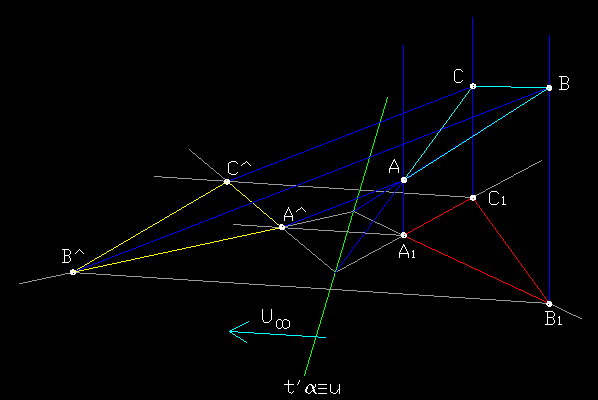
التقابل الافيني المستوي والفراغي

### مثال عن العلاقة التآلفية
تنشأ العلاقة التقابلية بشكل عام عندما نسقط الشكل نفسه (في هذه الحالة مضلع تقاطع المنشور مع المستوى α) من مركزي إسقاط (اتجاه رأس المنشور واتجاه انقلاب α) على المستوى نفسه (π1). في العلاقة التقابلية بين الإسقاطين (قاعدة المنشور والشكل الحقيقي لمضلع التقاطع)، تكون النقاط المتقابلة (Q1 و Q*) مصطفة مع النقطة نفسها (اتجاه عمودي على محور التقابل t'α) التي تسمى مركز التقابل؛ والخطوط المتقابلة تلتقي في نقاط تنتمي للخط نفسه، الذي يسمى محور التماثل (t'α). يتم تحديد المركز على أنه نقطة تقاطع مستوى الإسقاط (π1) مع الخط المار بمركزي الإسقاط (اتجاه رأس المنشور واتجاه انقلاب ألفا). نظرًا لأن المركزين، في هذه الحالة، يمثلان نقطتين لانهائتين، أي خطين، لتحديد مستوى بيتا. الذي يقطع π1 وفقًا لخط (m1) عمودي على الأثر الأول للمستوى α، ويمثل اتجاه مركز التقابل. أما محور التقابل فهو خط التقاطع بين مستوى مضلع التقاطع (α) ومستوى الإسقاط π1.

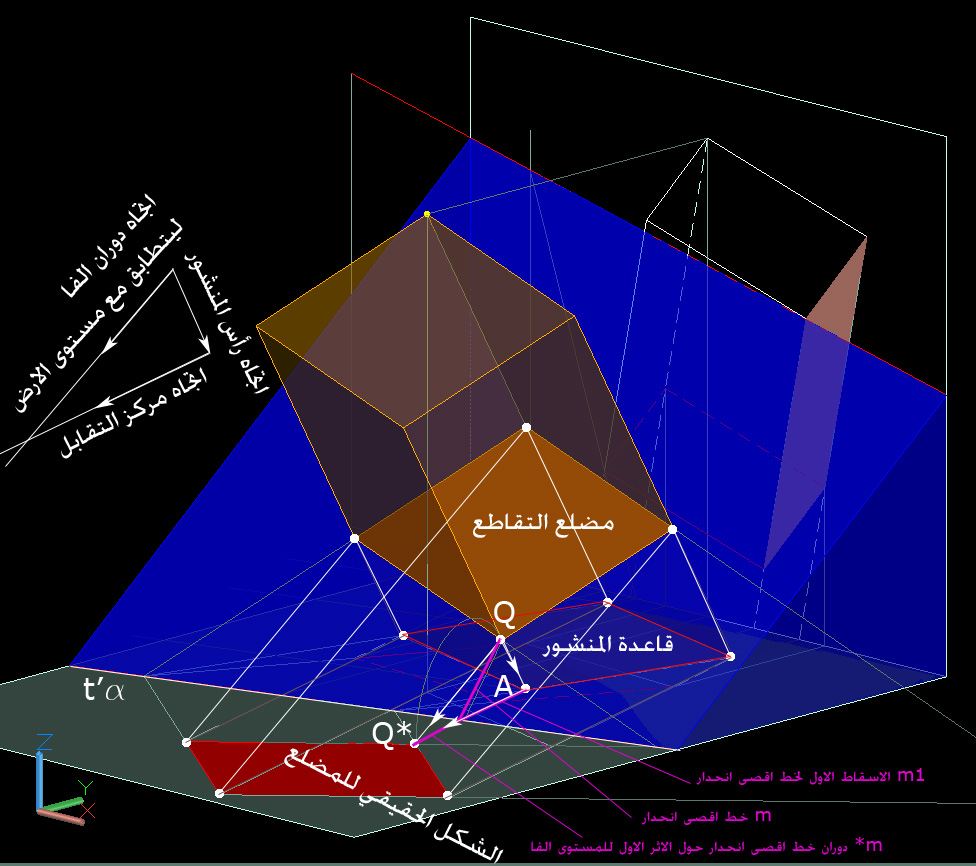
علاقة تآلفية بين اسقاطين للشكل نفسه على المستوى نفسه من مركزي اسقاط لانهائيين